# 埃根施泰因-莱奥波尔茨港
埃根施泰因-莱奥波尔茨港是德国巴登-符腾堡州卡尔斯鲁厄市辖区内的一个市镇。总面积26.09平方公里，总人口16135人，其中男性7883人，女性8252人（2011年12月31日），人口密度618人/平方公里。1968年到1975年间巴腾-符腾堡行政区域改革过程中埃根施泰因和莱奥波尔茨港两个市镇合并而成。卡尔斯鲁厄理工学院的部分研究部门位于莱奥波尔茨港境内。

## 地理

### 位置
埃根施泰因-莱奥波尔茨港地处上莱茵平原内，离卡尔斯鲁厄市中心以北12千米。它的北部与林肯海姆-霍赫施泰滕交界。这些市镇位于古代被砍伐的森林的地面上。它的东边还是森林，在森林的另一侧是施图滕塞。镇的西边是莱茵河。河对面是莱默斯海姆。
埃根施泰因-莱奥波尔茨港境内有多条老莱茵河河道、渠道和湖泊。有些被恢复其自然状态。

### 行政区划
埃根施泰因-莱奥波尔茨港由两个过去的市镇埃根施泰因和莱奥波尔茨港组成。埃根施泰因由埃根施泰因村和埃根施泰因火车站组成，莱奥波尔茨港由莱奥波尔茨港村、一座农庄和莱奥波尔茨港火车站组成。
在埃根施泰因境内有两座被遗弃的村落，其中一座的位置已经无法考证。在莱奥波尔茨港境内也有一座已经被遗弃的村落。

## 历史

### 埃根施泰因
埃根施泰因首次出现于洛尔施文书里，在766年6月13日文书里提到一个庄园。村落估计是在此前阿勒曼尼人或者法蘭克人迁徙的时期就已经行成了。地名的意思是“尖”或者“石头”，可能指在史前位于今天的教堂丘上有过一座宗教场所。在中世纪里这里有当地最早的堂区。
埃根施泰因的堂区最早提到是在1160年，当时它属于天主教施派尔教区。1239年它被分给一个位于卡尔斯鲁厄的一座修道院。当时修道院在村里有房屋和一座收租院。1556年随宗教改革埃根施泰因改信信教。
在1689年到1693年的大同盟戰爭里埃根施泰因几乎完全被毁。18世纪里除农业、渔业和手工业外村里还出现了其它产业。当时村里有一个重要的育马农庄。其它产业包括挖泥炭、淘金和制砖。此外在18世纪里埃根施泰因经常驻扎军队。1802年根据呂內維爾條約埃根施泰因丧失了莱茵河左岸的地区。
1818年在埃根施泰因进行莱茵河直线化。1869年/70年建造火车站。1925年/26年镇上建造输水管道。1939年由于镇位于德法边界上成为齊格菲防線的一部分，修建了大量碉堡。
第二次世界大战后埃根施泰因吸收了许多被从东欧驱逐的德国人。1960年代里镇上开辟了一座工商区。镇上的许多农艺企业和一座繁茂的花匠为它带来了“农艺村”的名誉。许多新修建的区域使得镇的面积扩大很多。

### 莱奥波尔茨港
1160年7月1日莱奥波尔茨港首次在文献中被提到。在这份文件里施派尔主教认证把村里的一座农庄送给毛尔布龙修道院。当时村名为，这个名字的来源不明，因为它的意思是惧怕、恐惧、跳。也许这个名字指村落位于的河岸插入莱茵河的形状。
由于它的地理位置14世纪村里就已经有一个收税点和一个摆渡。收税点是首次在1382年提到的，摆渡在1390年。1556年村阪依新教。1750年建港，私人企业在这里修建仓库和吊车。1762年它成为镇。1765年镇上建造硝厂，1789年在过去的修道院收租院上建造水晶玻璃厂。1812年港搬到今天的位置。1818年新的仓库和吊车建成。1831年起这里有定期通往美因茨的船。但是由于港口经常淤泥以及其它地理位置的劣势使得班船企业日益下降。
当地的居民和商人请求巴登大公利奥波德给村改名，1833年6月4日村名被正式改为莱奥波尔茨港。
第二次世界大战后“卡尔斯鲁厄研究中心”在这里建成，从1956年开始经济又有发展，导致当地建筑业巨大的发展。

### 埃根施泰因-莱奥波尔茨港
1970年代初巴登-符腾堡行政区域改革过程里1974年12月1日埃根施泰因和莱奥波尔茨港被合并成一个镇。镇名被定为埃根施泰因-莱奥波尔茨港。
1978年镇外修建36号联邦公路的绕镇新线。1986年卡尔斯鲁厄的有轨电车通到镇上。

## 宗教
埃根施泰因-莱奥波尔茨港的两个镇区各有一个新教堂区。整个镇有一个天主教堂区。除此之外在埃根施泰因有一个新教协会的聚会堂。

## 营救组织
埃根施泰因-莱奥波尔茨港镇上驻扎有多个营救和急救组织的站点，比如德国红十字会在埃根施泰因和莱奥波尔茨港各有一个站点，德国生命救援协会、志愿消防局和警察在镇上也有一或两个站点。

## 政治

### 镇议会
2014年5月25日巴登-符腾堡的地方选举中埃根施泰因-莱奥波尔茨港的结果如下。参选率为50.2%（2009年为51.6%）。镇议会由镇长和当选的志愿议员组成。镇长在议会上有投票权。
| 党派                        | 选票率  | 席位 | 2009年结果 |
| 自由选民                    | 23,83 % | 5    | 25,0 %, 6  |
| 德国基督教民主联盟          | 23,65 % | 5    | 23,2 %, 5  |
| 德国社会民主党              | 17,87 % | 4    | 14,2 %, 3  |
| 自由民主党                  | 11,77 % | 3    | 16,1 %, 4  |
| 联盟90/绿党                 | 12,22 % | 3    | 11,1 %, 2  |
| 埃根施泰因-莱奥波尔茨港市民 | 10,65 % | 2    | 10,4 %, 2  |

### 镇徽

#### 埃根施泰因
从16世纪中开始可以认证圣维苏斯作为村的徽章。最老的印章来自1562年。到17世纪为止这个村的保护人作为徽章被使用。18世纪里没有任何徽章留下来。从1807年开始可以认证帝政风格的围栏内的马蹄铁作为村的徽章。20世纪初它的颜色被确认：“红色的底色上金色的马蹄铁”。这个颜色记忆村曾经属于巴登。

#### 莱奥波尔茨港
莱奥波尔茨港在历史上没有自己的村徽。法庭判决时用埃根施泰因的印章或者穆尔堡的官方印章作为认证。1811年开始有第一枚村徽的迹象。它显示一个由棕榈树枝围绕的马蹄铁，后来又添加了一枚王冠。1895年为了纪念它历史上作为港口的作用设计了一枚新的村徽：上面是一条船和一名舵手。1966年村徽的颜色被确定。官方描述为：“银色底色，蓝色的水上一条黑色的帆船，船帆是蓝色的，红色的旗帜。船尾上一名穿红衣的人，红帽子和黑舵。”

#### 埃根施泰因-莱奥波尔茨港
纹章学描述：“徽章分左右两半，左半金色底红色马蹄铁，右半蓝色底银色（白色）原子模型。”
两镇合并后采纳了一枚新徽章。每一半代表一个镇区。左半把原埃根施泰因镇徽的颜色颠倒过来，右半的图像是一个原子模型，即原子核和三枚环绕的电子。这个图案指的是1956年在莱奥波尔茨港附近修建的卡尔斯鲁厄核研究中心。

### 友好镇
埃根施泰因-莱奥波尔茨港与奥地利赫夫莱因有友好关系。东德变局后埃根施泰因-莱奥波尔茨港与原德意志民主共和国的奥布豪森也建立友好关系。

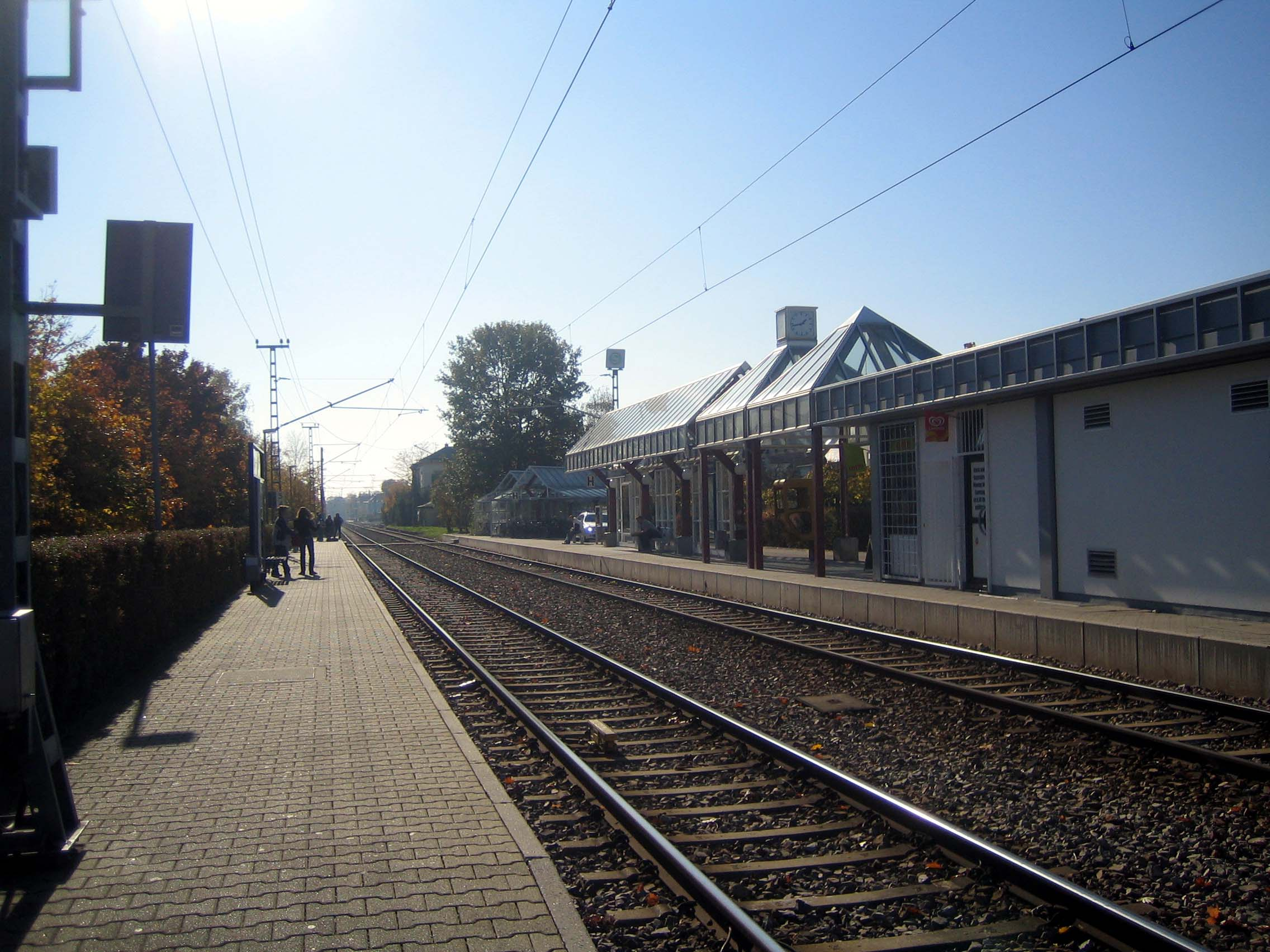
埃根施泰因火车站

## 经济和基础设施
埃根施泰因-莱奥波尔茨港最重要的经济因素是1956年建立的卡尔斯鲁厄理工学院。跨铀研究所虽然位于其校园内，但是作为一个欧洲联盟机构它原则上是独立的。原来属于理工学院的卡尔斯鲁厄核燃料再处理设施今天是联邦政府拥有的北能源公司的一部分。

### 交通
镇位于连接曼海姆和拉尔的德国36号联邦公路上。卡尔斯鲁厄的有轨电车通到镇上。向东有州公路，向西只有连接莱奥波尔茨港和莱梅尔斯海姆的莱茵河渡船。

### 教育机构
镇上有小学和专科中学，此外四座镇办的幼儿园和两座教会办的幼儿园。卡尔斯鲁厄理工学院的校园里有一座自己的幼儿园。

## 文化和名胜

### 博物馆
莱奥波尔茨港有一座家乡博物馆。其建筑是1721年作为市政府、学校和祈祷堂，是一座受保护的建筑。在一层楼展出一个1900年的房屋。二层楼展出镇历史。三层楼展出历史上的农具。

### 建筑物
埃根施泰因的新教教堂是镇上最老的建筑。今天保存的最老的部分建于1500年左右。中堂于1780年被拆和重建。2004年翻修时在钟楼发现更老的墙壁。19世纪时发现中世纪画的濕壁畫。壁画被发现时状态很糟糕，19世纪末按照历史风格修新。一般教堂不供参观。

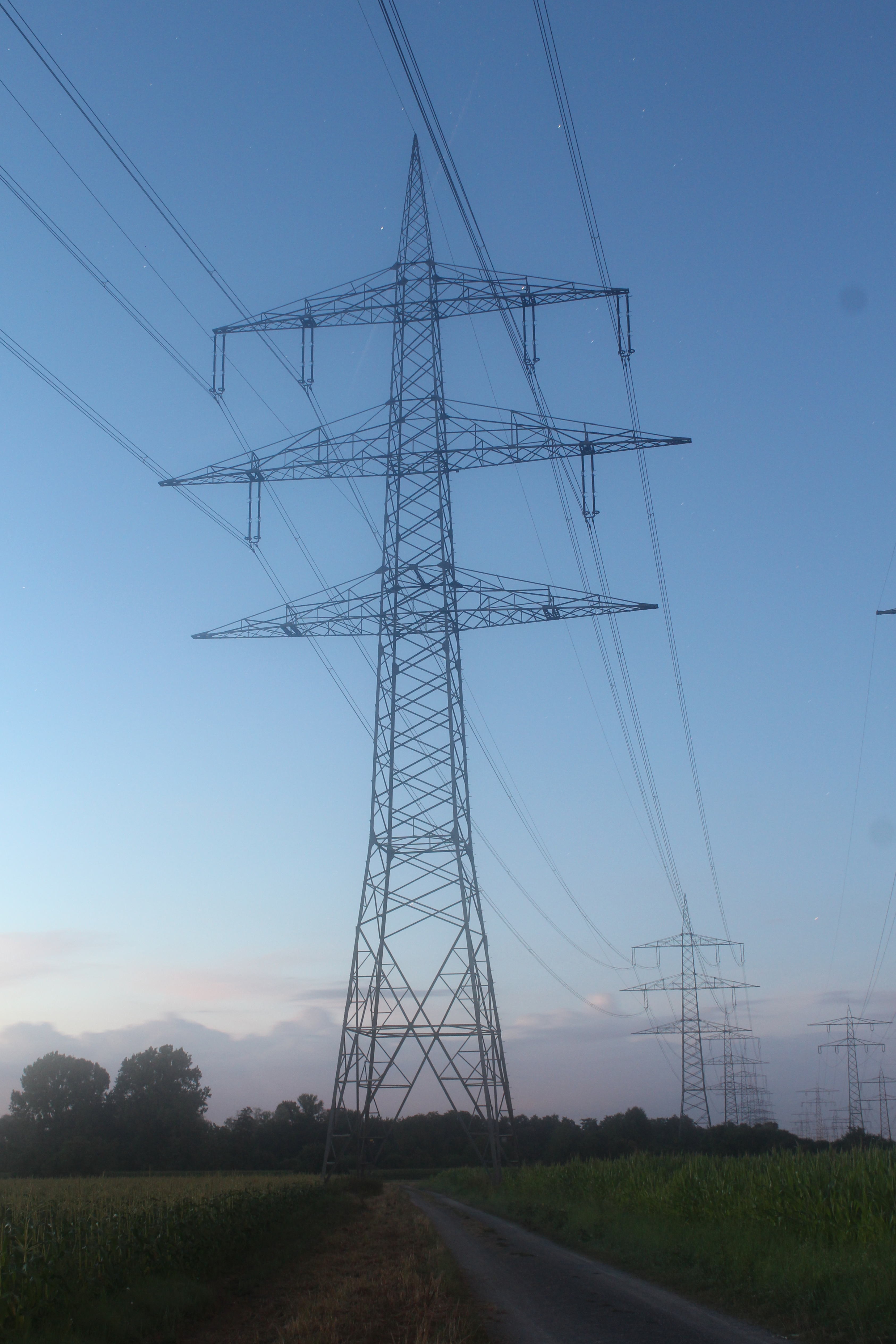

很特别的是在一跟高压线高架下有一条路通过。

### 定期活动
狂欢节的周二举办埃根施泰因狂欢节游行。每年六月的最后一个周末举办街道庆祝。十月在埃根施泰因举办镇小庆祝，一周后在莱奥波尔茨港举办镇小庆祝。

### 体育和休闲
镇上受欢迎的休闲景点包括一个鸟类公园、老港口和渡船。此外镇上有众多体育设施、体育馆和足球场、一个游泳池和多个湖泊。
镇上有众多俱乐部，其中包括九个慈善协会和救援组织、九个歌唱和音乐俱乐部、五个水果、花园和自然俱乐部、两个地方协会、15个其它俱乐部、27个体育俱乐部和六个动物协会。

### 湖泊
镇的境内有三个湖泊。

## 书籍
- Konrad Dussel, Wolfgang Knobloch, Katrin Kranich: 1250 Jahre Eggenstein. Heidelberg 2015, ISBN 978-3-89735-892-8.
- Konrad Dussel: 850 Jahre Leopoldshafen. Zwischen Rhein und Forschungszentrum. Heidelberg 2010, ISBN 978-3-89735-621-4.
- Walter August Scheidle: Ortssippenbuch Eggenstein 1702–1920. Gemeinde Eggenstein-Leopoldshafen. Landkreis Karlsruhe, Baden.. Albert Köbele Nachfolger, Lahr-Dinglingen 2015, ISBN 978-3-00-045371-7.
- Walter August Scheidle: Ortssippenbuch Leopoldshafen (Schröck) 1702–1920. Gemeinde Eggenstein-Leopoldshafen. Landkreis Karlsruhe, Baden.. Albert Köbele Nachfolger, Lahr-Dinglingen 2015, ISBN 978-3-00-045372-4.